# Silas (futebolista)
Jorge Manuel Rebelo Fernandes, mais conhecido como Silas, nasceu em Lisboa a 1 de Setembro de 1976, foi jogador de futebol onde jogava habitualmente a médio e atualmente é treinador. Representou vários clubes dos diferentes escalões do futebol português, e dos campeonatos espanhol, inglês, cipriota e indiano.

## Carreira como jogador
Silas passou pelas camadas jovens do Domingos Sávio, Sporting Clube de Portugal e Atlético CP, clube onde se estreou como sénior. Em 1998, foi transferido para o AD Ceuta da II Divisão B espanhola. Na época seguinte, Silas assinou, por empréstimo, pelo Elche da II Liga espanhola. Voltou ao Ceuta, onde jogou a "número 10" e marcou 18 golos. Em 2001/2002, a União de Leiria contrata Silas por indicação de José Mourinho, então treinador do clube. Silas faz 72 partidas em duas épocas na União de Leiria, antes de rumar ao Wolverhampton de Inglaterra. Na época seguinte, Silas é emprestado ao CS Marítimo. Em 2005, o Belenenses contrata Silas do Wolverhampton. No Belenenses, Silas faz um total de 131 partidas em 4 épocas. Em 2009, Silas retorna à União de Leiria onde faz 50 jogos. De 2011 a 2014, Silas jogou no Chipre entre o AEL Limassol, AEP e o Ethnikos Achnas. Em 2014, com 38 anos, Silas ingressou no clube onde se formou, o Atlético CP, onde jogou 48 partidas. Silas ainda teve uma experiência no Northeast United, da Índia, onde jogou com Simão Sabrosa e Miguel Garcia. Em 2015, Silas volta a Portugal para jogar no Cova da Piedade, onde faz 44 partidas antes de se retirar aos 40 anos.

## Carreira como treinador
Silas teve uma breve experiência como treinador do Sindicato de Jogadores durante dois meses em 2017. 
Em Janeiro 2017, Silas ingressou no Belenenses SAD, substituindo Domingos Paciência. Em Dezembro de 2018, foi considerado o melhor treinador do mês da Liga NOS. Nas duas épocas que completou como Treinador da equipa principal, alcançou um 12.º lugar (com 37 pontos) e um 9.º lugar (com 43 pontos).
No dia 4 de setembro de 2019, após 61 jogos no clube, Silas abandonou o cargo de Treinador do Belenenses SAD. No dia 27 de Setembro de 2019 assina como treinador pelo Sporting Clube de Portugal.
Jorge Silas concluiu o quarto nível do curso de treinadores da UEFA no dia 14 novembro 2020.
No dia 1 de Fevereiro de 2021 tornou-se o novo treinador do FC Famalicão, mas saiu do clube na mesma época. Na temporada de 2022/23 tornou-se treinador do AEL Limassol, mas saiu do clube após 2 jogos.  
No dia 19 de junho foi anunciado como o novo treinador do CD Mafra, para a época 2023/24. Depois de completar a época, abandonou o clube e na temporada 2024/25 tornou-se treinador do CS Marítimo, emblema onde só realizou 5 jogos e acabou por sair devido à instabilidade e exigências de membros da direção no trabalho do técnico. 
A 20 de novembro de 2024, Jorge Silas tornou-se treinador da UD Leiria à 12.ª jornada, quando o clube ocupava o 14.º lugar com 12 pontos, apenas 3 acima da zona de descida direta.    No final da época, terminou em 6.º lugar, somando 52 pontos, com um registo de 12 vitórias, 4 empates e 7 derrotas.

Ao longo da temporada, destacou-se por alcançar 7 vitórias sem sofrer golos, marcando um total de 38 golos e sofrendo 26, o que resultou numa diferença de golos positiva de +12. A melhor sequência da época foi uma série de 7 jogos consecutivos sem perder, evidenciando o crescimento da UD Leiria.